# Kajunjumele
Kajunjumele ist ein Verwaltungsbezirk (Ward) des Distrikts Kyela in der tansanischen Region Mbeya. Er grenzt im Norden an den Bezirk Mwaya, im Osten an den Malawisee, im Süden an den Bezirk Bujonde und im Westen an Kyela.

## Geografie
Kajunjumele ist ein ländlicher Bezirk im Südwesten von Tansania. Er liegt am Nordufer des Malawisees in rund 500 Meter Meereshöhe. Die Grenze im Süden bildet der Fluss Kiwira. Die Fläche des Bezirks beträgt 24 Quadratkilometer und bei der Volkszählung 2022 lebten hier 6621 Menschen in 1731 Haushalten.

## Gliederung
Der Bezirk besteht aus fünf Gemeinden (Mtaa) mit 14 Orten (Kitongoji):
| Kajunjumele - Katyongoli - Lusyembe - Nganganyila - Kandete | Buloma - Buloma - Kapugi - Kiwira | Lupaso - Lupaso - Malaka | Kilwa - Lukwego - Mpanda - Njisi | Kingila - Bujesi - Iponjola |

## Wirtschaft und Infrastruktur
- Bildung: Die Kajunjumele Secondary School ist eine staatliche weiterführende Tagesschule, die Jugendliche bis zur 4. Stufe ausbildet.[5]
- Gesundheit: Das Kajunjumele Hospital betreut ambulante und stationäre Patienten.[6]
- Straße: Durch den Bezirk verläuft die asphaltierte Nationalstraße T28, die nördlich von Kasumulu von der Nationalstraße T10 abzweigt und zum Hafen von Kyela führt.[7]
- Hafen: Der im Bezirk liegende Hafen Itungi ist einer der drei wichtigsten Häfen am Malawisee in Tansania.[8]